# Hainewalde
Hainewalde es un pueblo en Alemana a lo largo del río Mandau, en el Bundesland (estado federal) del Sajonia y el distrito Löbau-Zittau, históricamente forma parte de la región Lusacia. El pueblo es parte de la agrupación de municipios Großschönau-Waltersdorf.

## Curiosidades
- Las casas con fachadas entramadas características de la Lusacia
- La iglesia built in 1705-1711
- El castillo Wasserschloss,
- Schloss (el castillo nuevo)
- El sepulcro de la familia Kanitz-Kyaw

## Gente
- Gottlob Friedrich Seligmann, teólogo luterano